# Answers.com

Answers.com (do 2005 GuruNet) – program wyszukiwawczy izraelskiej firmy Answers Corporation, będący interfejsem do zasobów encyklopedycznych i słownikowych.
Program jest dostępny w wersji komercyjnej i darmowej (free), o ograniczonym dostępie do katalogów tematycznych. Integruje on w swoim interfejsie rozmaite informacje o charakterze referencyjnym (w wersji komercyjnej nawet do 100) – słowniki, encyklopedie, biografie, wiadomości itd. Słownik można aktywizować za pomocą domyślnej kombinacji Alt-Strzałka_w_lewo, a także za pomocą polecenia w menu kontekstowym w Internet Explorerze. Program widnieje w zasobniku systemowym i jako pasek narzędziowy z prawej strony ekranu. Niewielkie wymagania i wygoda działania czynią program efektywnym narzędziem, zwłaszcza dla osób dysponującym stałym łączem internetowym.
Część encyklopedyczna serwisu GuruNet jest także dostępna w serwisie a9 (Amazon.com), jako element funkcjonowania rozszerzenia A9 dla przeglądarki Firefox.